# ایستگاه راه‌آهن بین‌المللی ابسفلیت
ایستگاه راه‌آهن بین‌المللی ابسفلیت (انگلیسی: Ebbsfleet International railway station) یک ایستگاه در ابسفلیت ولی، انگلستان است که جزئی از خط ۱ قطار تندرو بریتانیا و یورواستار است.
این ایستگاه که در سال ۲۰۰۷ تأسیس شده در سال ۱۶–۲۰۱۵ میلادی ۱٫۶۷۴ میلیون مسافر جابه‌جا کرده است.

## نگارخانه

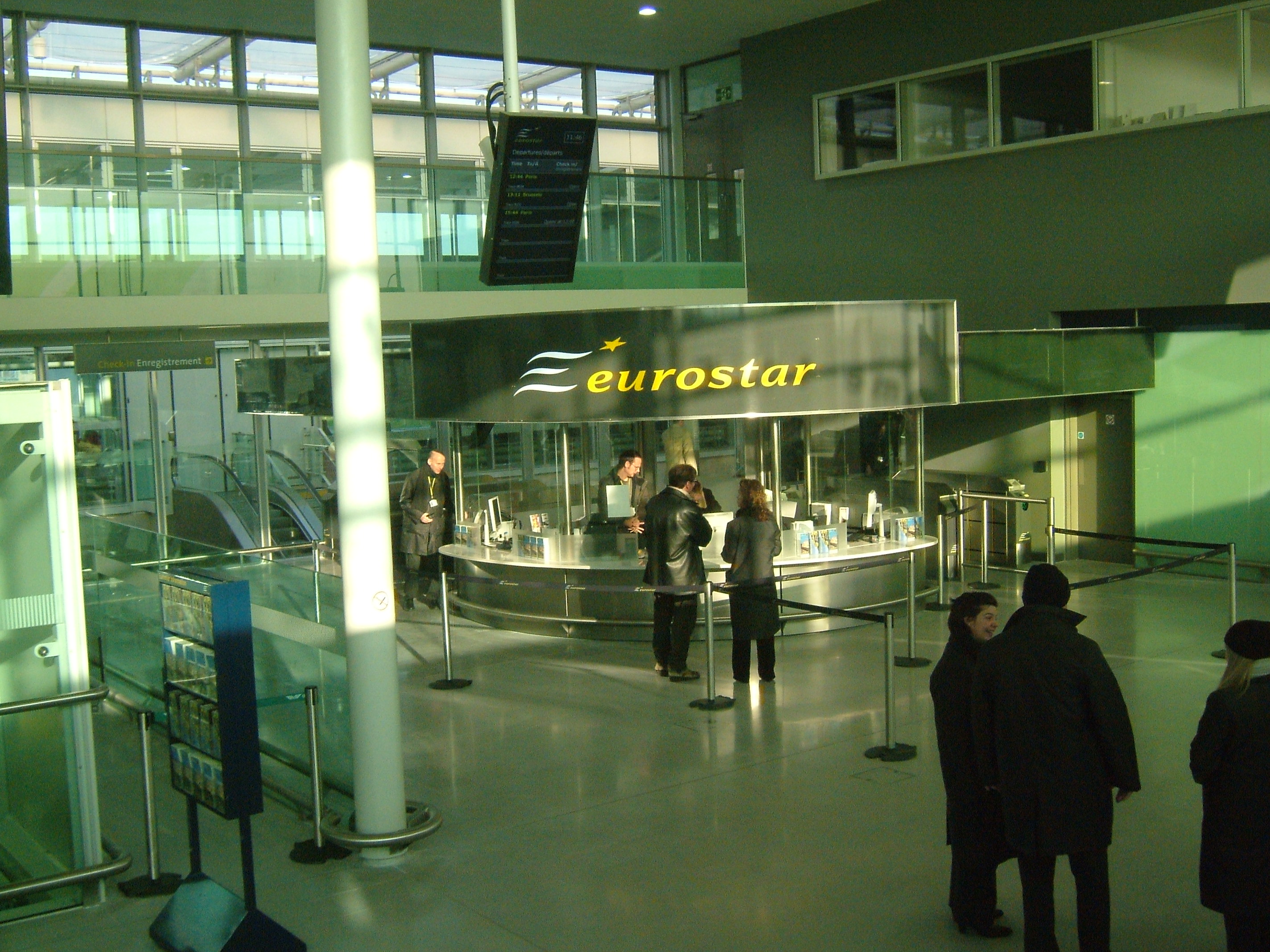
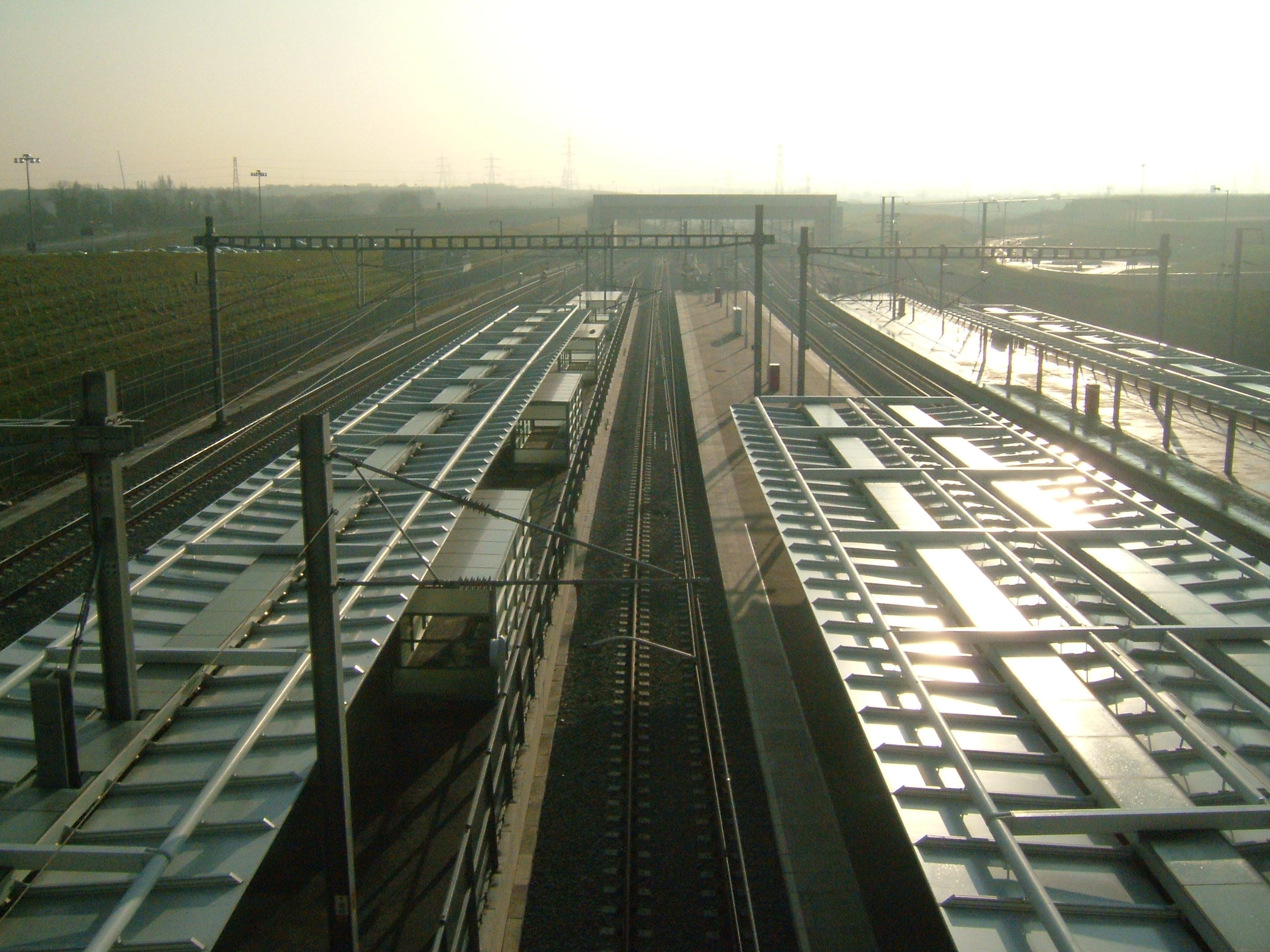
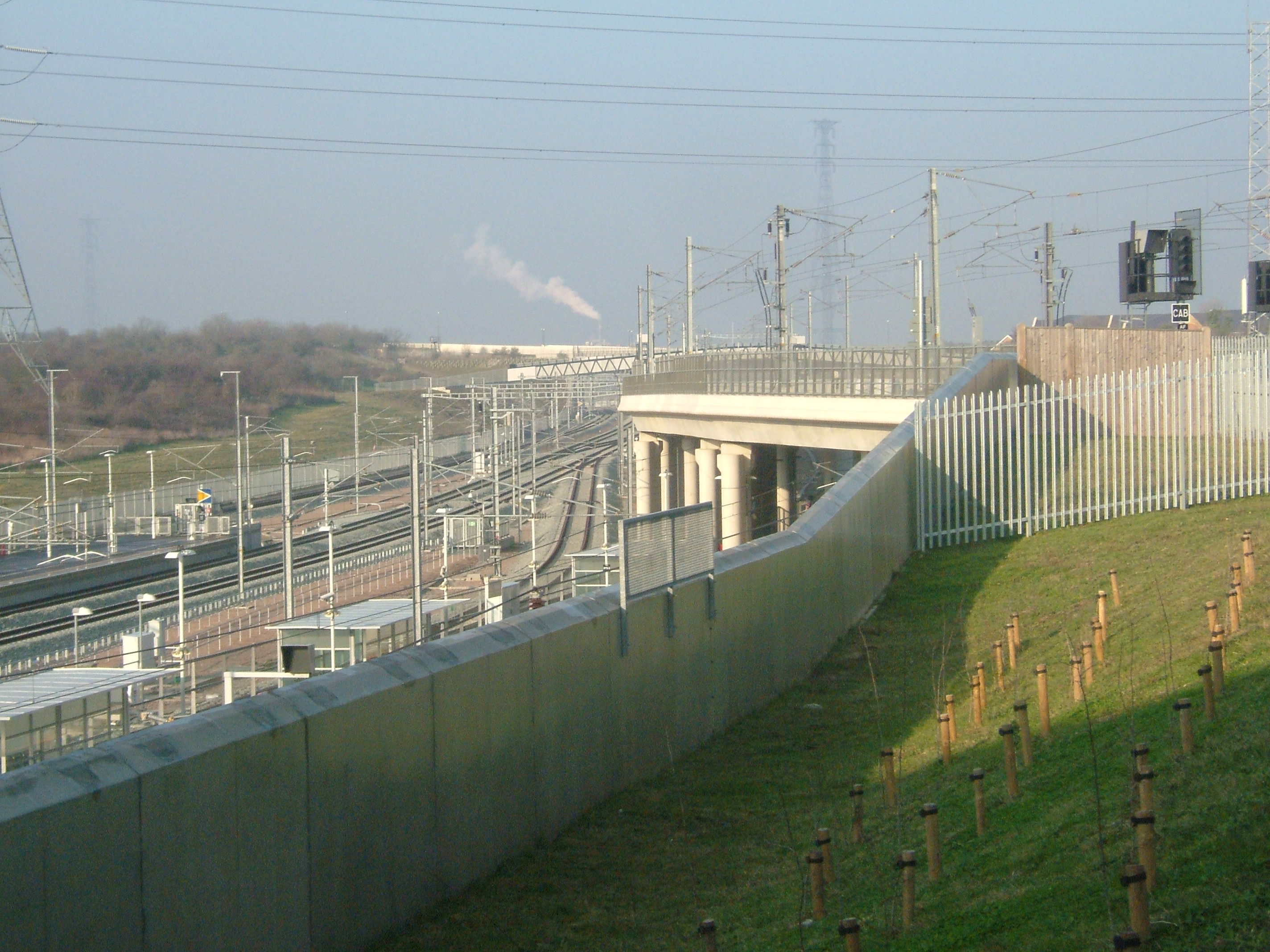
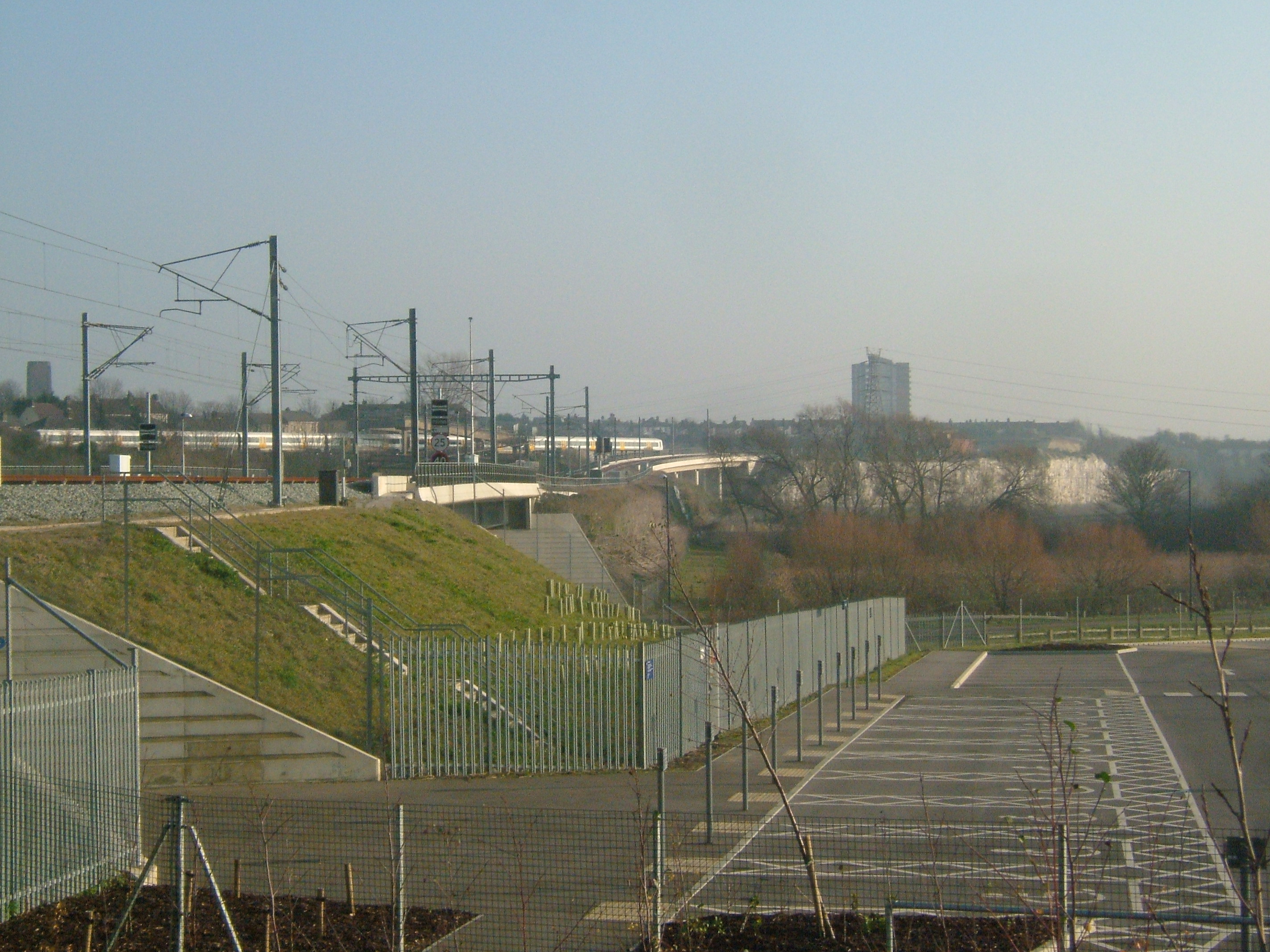